# Synegia minima
Synegia minima är en fjärilsart som beskrevs av Eugen Wehrli. Synegia minima ingår i släktet Synegia och familjen mätare. Inga underarter finns listade i Catalogue of Life.